# 에셀다 블라이브트리
에셀다 마게리트 블라이브트리(Ethelda Marguerite Bleibtrey, 1902년 2월 27일 ~ 1978년 5월 6일)는 미국의 수영 선수이자, 올림픽 3관왕이며 다수의 종목들에서 세계 기록 보유자였다.
뉴욕주 워터퍼드에서 태어난 블라이브트리는 지배적인 배영 선수였으나 여성의 배영 종목들이 없던 1920년 안트베르펀 올림픽에서 3개의 자유형 종목들에 들어가 우승을 거두었다.
그녀는 400m 자유형 릴레이에서 동료 선수들 마거릿 우드브리지, 프랜세스 슈로스, 아이린 게스트와 함께 우승한 미국 팀의 일원으로서 금메달을 획득하였다. 미국 팀은 결승전에서 5분 11.6초의 세계 신기록을 세웠다.
개인적으로 블라이브트리는 100m 자유형과 300m 자유형에서 각각 1분 13.6초와 4분 34.0초의 세계 기록들을 세워 금메달을 획득하기도 하였다.
1967년 명예 수영 선수로서 국제 수영 명예의 전당에 헌액되었다.
76세의 나이로 플로리다주 웨스트팜비치에서 사망하였다.

## 같이 보기
- 올림픽 다관왕 목록
- 올림픽 수영 여자 메달리스트 목록
- 수영 자유형 100m 세계 기록 추이
- 수영 자유형 400m 세계 기록 추이
- 수영 계영 400m 세계 기록 추이